# Tylophora subramanii
Tylophora subramanii är en oleanderväxtart som beskrevs av Henry. Tylophora subramanii ingår i släktet Tylophora och familjen oleanderväxter. Inga underarter finns listade i Catalogue of Life.